# Myrolubiwka (rejon nowomoskowski)
Myrolubiwka (ukr. Миролюбівка, do 2016 Wydwyżeneć, ukr. Видвиженець) – osiedle na Ukrainie, w obwodzie dniepropetrowskim, w rejonie nowomoskowskim, w hromadzie Pereszczepyne. W 2001 liczyło 995 mieszkańców, spośród których 918 wskazało jako ojczysty język ukraiński, 76 rosyjski, a 1 białoruski.